# Nemzetközi Úszószövetség
A Nemzetközi Úszószövetség (hivatalos nevén: World Aquatics, 2022-ig: Fédération internationale de natation, rövidítve: FINA) a Nemzetközi Olimpiai Bizottság által elismert sportszövetség. 1908-ban alakult meg Londonban, Belgium, Dánia, Finnország, Franciaország, Magyarország, Nagy-Britannia, Németország és Svédország kezdeményezésére annak érdekében, hogy egységesítse az úszás szabályait, és nemzetközi fórumot biztosítson versenyek szervezésére. Székhelye Lausanne-ban (Svájc) van. Jelenleg 209 nemzeti szövetség a tagja.

## Feladata
A FINA feladata az, hogy:
- egységes szabályokat alkosson medencében, vagy nyílt vízen szervezett úszószámok, valamint műugrás, óriás toronyugrás, szinkronúszás és vízilabda területén;
- olimpiai játékokat és egyéb nemzetközi versenyeket szervezzen és azokat népszerűsítse;
- biztosítsa az újonnan felállított rekordok ellenőrzését, nyilvántartását és naprakész nyomon követhetőségét;
- előmozdítsa a vizes sportok népszerűsítését és fejlesztését a világ minden pontján;
- ösztönözze a vízi sportokhoz köthető létesítményekkel kapcsolatos fejlesztéseket és beruházásokat;
- elvégezzen minden olyan tevékenységet, ami a sport előmozdítása érdekében kívánatos lehet.

2017-ben a FINA az alábbi vizes események fejlődését tartotta ellenőrzése alatt:
- Úszás: gyorsúszás, hátúszás, mellúszás, pillangóúszás, vegyesúszás, váltók, vegyes váltók
- Műugrás: 1 és 3 m műugrás, 10m toronyugrás, 3 és 10m szinkronugrás, vegyes és csapatversenyek
- Óriás toronyugrás: férfiak (27m magasságból), hölgyek (20 m magasságból)
- Vízilabda: férfi és női szakág
- Szinkronúszás: egyéni, páros, vegyes páros, csapat és szabad kombináció
- Nyílt vízi úszás: 5km, 10km, 25km, csapatversenyek

## Története
A FINA az 1908. évi nyári olimpiai játékok végén, 1908. július 19-én a londoni Manchester Szállóban alakult meg Nemzetközi Amatőr Úszószövetség (Fédération internationale de natation amateur) elnevezéssel nyolc, az olimpián részt vett nemzeti szakszövetség, köztük a Magyar Úszó Szövetség kezdeményezésére. Kezdetekben az olimpiai versenyek diszciplínáinak bővítését, szabályzását tartották elsődleges feladatnak, 1973-tól szerveznek úszó-világbajnokságokat, 1986 óta pedig Masters világbajnokságokat szeniorúszók számára, előbb a páros években, majd 2015-től az úszó-világbajnokságokat követően a páratlan években. 2022 decemberében a szervezet World Aquaticsra változtatta a nevét.
A nemzeti szakszövetségek számának alakulása:
- 1908:     8
- 1928:   38
- 1958:   75
- 1978: 106
- 1988: 109
- 2000: 174
- 2008: 197
- 2010: 202
- 2012: 203
- 2015: 208[2]

## Versenyek
- Össz-sportversenyek
  - Úszó-világbajnokság – az 1973 óta megrendezett bajnokság a szándékok szerint a legfőbb vízi sportverseny. A belgrádi első megmérettetés óta négy sportkategóriában osztottak ki világbajnoki címet: sportúszás, szinkronúszás, műugrás és vízilabda, majd ezek sora kibővült. 2001 óta a bajnokságot kétévente rendezik meg.
  - FINA Masters világbajnokság – szenior úszók számára.
- Nyílt vízi úszás
  - Nyílt vízi úszó-világbajnokság (évente rendezik meg, egyik évben önálló bajnokság, a másikban pedig az úszó-világbajnokság keretében)
  - FINA 10 km-es maratonúszó-világkupa
  - FINA nyílt vízi úszás Grand Prix
- Sportúszás
  - Úszás a nyári olimpiai játékokon
  - Rövid pályás úszó-világbajnokság
  - Ifjúsági úszó-világbajnokság
  - Rövid pályás úszó-világkupa
- Szinkronúszás
  - Szinkronúszás a nyári olimpiai játékokon
  - Szinkronúszó World Trophy
- Műugrás és toronyugrás
  - Műugrás a nyári olimpiai játékokon
  - Ifjúsági műugró világbajnokság
  - Műugró világkupa
  - Műugró Grand Prix
  - Műugró világsorozat
- Vízilabda
  - Vízilabda a nyári olimpiai játékokon
  - Vízilabda-világbajnokság (megrendezve az úszó-világbajnokság keretében)
  - Vízilabda-világkupa
  - Vízilabda-világliga
  - FINA Férfi vízilabda Development Trophy

## Szervezet
A FINA-tagok ülésezésére négyévente, általában a világbajnokságok idején kerül sor. Két szokásos vagy "rendes" kongresszus létezik: az általános és a műszaki. A FINA legmagasabb hatósága az általános kongresszus. A FINA öt vízi sportágára vonatkozó technikai kérdéseket a technikai kongresszus határozza meg. Minden egyes kongresszuson két-két szavazó tag van jelen az egyes tagszövetségektől, valamint a következő, szavazati joggal nem rendelkező tagok: az elnökség 22 tagja, a tiszteletbeli örökös elnök és az összes tiszteletbeli tag. A technikai kongresszuson ugyncsak jelen vannak, szavazati jog nélkül a megfelelő technikai bizottságok tagjai. Időről időre összehívnak "rendkívüli" kongresszust is egy-egy különleges vagy aggodalomra okot adó témával kapcsolatban. (pl. A 2009-es világbajnokságon rendkívüli kongresszust tartottak a Masters úszási szabályok felülvizsgálata végett.) Minden kongresszust a FINA elnöke vezeti le.
A teljes tagságot képviselő kongresszusi találkozók között egy kisebb, 22 tagú, FINA Iroda elnevezésű képviselőbizottság ülésezik, hogy időben intézkedjen azokban az ügyekben, amelyek nem várhatják meg a teljes testület ülését. A FINA végrehajtó tisztségviselőit az elnökség választja ki.
Különféle szakirányú és különbizottságok segítik a szövetség munkáját (például, technikai kérdésekben szakáganként vagy jogi, dopping és egyéb ügyekben).
- Elnök: Husszein el-Musszalam
- Ügyvezető igazgató: Cornel Marculescu
- Székhely: Chemin de Bellevue 24a/24b, CH-1005 Lausanne, Svájc
- Korábbi elnökök:

| A FINA elnökei                  | A FINA elnökei | A FINA elnökei |
| Név                             | Ország         | Megbízatás     |
| ------------------------------- | -------------- | -------------- |
| George Hearn                    | GBR            | 1908–1924      |
| Erik Bergvall                   | SWE            | 1924–1928      |
| Émile-Georges Drigny            | FRA            | 1928–1932      |
| Walther Binner                  | GER            | 1932–1936      |
| Harold Fern                     | GBR            | 1936–1948      |
| Rene de Raeve                   | BEL            | 1948–1952      |
| M.L. Negri                      | ARG            | 1952–1956      |
| Jan de Vries                    | NED            | 1956–1960      |
| Max Ritter                      | GER            | 1960–1964      |
| William Berge Phillips          | AUS            | 1964–1968      |
| Javier Ostos Mora               | MEX            | 1968–1972      |
| Harold Henning                  | USA            | 1972–1976      |
| Javier Ostos Mora (2. mandátum) | MEX            | 1976–1980      |
| Ante Lambasa                    | YUG            | 1980–1984      |
| Robert Helmick                  | USA            | 1984–1988      |
| Mustapha Larfaoui               | ALG            | 1988–2009      |
| Julio Maglione                  | URU            | 2009–2021      |
| Husszein el-Musszalam           | KUW            | 2021–          |

## Tagországok
A Nemzetközi Úszószövetség 2015 februári ülésén vették fel a koszovói úszószövetséget a szervezet 208. tagjaként.
A FINA tagjai földrészenként vannak csoportosítva; és öt kontinentális szövetség tagjai lehetnek:
- Afrika (52): Afrikai Úszószövetség (CANA)
- Amerika (44): Amerikai Úszószövetség (ASUA)
- Ázsia (44): Ázsiai Úszószövetség (AASF)
- Európa (52): Európai Úszószövetség (LEN)
- Óceánia (16): Óceániai Úszószövetség (OSA)

Megjegyzés: A kontinens nevét követő szám a földrajzi helyzetük alapján figyelembe vett FINA-tagok számát jelöli, nem szükségszerűen egyezik a kontinentális szövetségek taglétszámával.

## Fordítás
- Ez a szócikk részben vagy egészben  a   FINA című angol Wikipédia-szócikk ezen változatának fordításán alapul.  Az eredeti cikk szerkesztőit annak laptörténete sorolja fel. Ez a jelzés csupán a megfogalmazás eredetét és a szerzői jogokat jelzi, nem szolgál a cikkben szereplő információk forrásmegjelöléseként.
- Ez a szócikk részben vagy egészben  a   Fédération internationale de natation című francia Wikipédia-szócikk ezen változatának fordításán alapul.  Az eredeti cikk szerkesztőit annak laptörténete sorolja fel. Ez a jelzés csupán a megfogalmazás eredetét és a szerzői jogokat jelzi, nem szolgál a cikkben szereplő információk forrásmegjelöléseként.